# Hatsik (Armavir)
Pour l’article homonyme, voir Hatsik (Shirak).
Hatsik (en arménien Հացիկ ; de 1963 à 1991 Nairi) est une communauté rurale du marz d'Armavir, en Arménie. Elle compte 2 804 habitants en 2009.